# ドメニコ・スパダ
ドメニコ・スパダ（Domenico Spada、1980年9月15日 - ）は、イタリアのプロボクサー。ローマ出身。

## 来歴
2002年7月19日、プロデビュー。
2004年11月13日、ラツィオでクリストファー・カラゴズとIBF世界ミドル級ユース王座決定戦を行い、3回ドクターストップによるTKO勝ちを収め王座獲得に成功した。
2005年3月19日、ローマでアーサー・ボチュエフと対戦し8回2分42秒TKO勝ちを収め初防衛に成功した。
2006年3月30日、イタリアミドル級王座決定戦をルシアーノ・ロムバドリと対戦し、10回TKO勝ちを収め王座獲得に成功した。
2006年12月15日、ドイツ・ハンブルクのシュポルトハレ・ハンブルクでWBCインターナショナルミドル級王座決定戦をムスタファ・カラゴルと対戦し、8回TKO勝ちを収め王座獲得に成功した。
2007年3月24日、シュポルトハレ・ハンブルクでEBUヨーロッパ連合ミドル級王者マヒラー・オラルと対戦し、プロ初黒星となる1-2の判定負けを喫しWBCインターナショナル王座初防衛に失敗、EBU-EU王座の獲得に失敗した。
2007年10月19日、WBCインターナショナルミドル級王者アルパスラン・アグズムと対戦し、初回1分56秒TKO勝ちを収め王座返り咲きに成功した。
2008年4月15日、ジャメル・バッキと対戦し、3-0の判定勝ちを収め初防衛に成功した。
2008年7月1日、マリウスズ・センドロウスキーと対戦し、3-0の判定勝ちを収め2度目の防衛に成功した。
2009年7月11日、WBC世界ミドル級暫定王座決定戦をセバスチャン・ズビクと行い、12回0-3(3者とも114-115)の判定負けを喫し王座獲得に失敗した。
2010年4月17日、セバスチャン・ズビクと再戦し、4回の偶然のバッティングでの減点が響き0-3の判定負けを喫し、またしても王座獲得に失敗した。
2011年4月30日、ロンドンのオリンピアで後のIBF世界ミドル級王者でEBUヨーロッパミドル級王者ダレン・バーカーと対戦し、0-3の判定負けを喫し王座獲得に失敗した。
2012年6月16日、WBC世界ミドル級シルバー王座決定戦でマリウスズ・センドロウスキーと再戦し、3-0の判定勝ちを収め王座獲得に成功した。
2014年4月5日、メキシコチワワ州のグラン・エスタディオでセルヒオ・マルチネスの負傷で急遽設置されたWBC世界ミドル級暫定王座決定戦をマルコ・アントニオ・ルビオと対戦するが、10回1分38秒KO敗けを喫し王座獲得に失敗した。

## 獲得タイトル
- IBF世界ミドル級ユース王座
- WBCインターナショナルミドル級王座
- WBC世界ミドル級シルバー王座